# Emmaste
Emmaste – wieś w Estonii, w południowej części wyspy Hiuma, ośrodek administracyjny gminy Emmaste. Wieś zamieszkuje 289 osób.